# Fairmount (Nowy Jork)
Fairmount – jednostka osadnicza w Stanach Zjednoczonych, w stanie Nowy Jork, w hrabstwie Onondaga.